# David X. Cohen
David X. Cohen (vero nome David Samuel Cohen) (Englewood, 13 luglio 1966) è uno sceneggiatore e produttore televisivo statunitense.
Ha scritto numerosi episodi per la serie animata I Simpson ed è co-creatore (insieme a Matt Groening) e produttore, della sitcom animata Futurama. È inoltre produttore della serie di Groening Disincanto.

## Biografia
Cohen nasce a Englewood, nel New Jersey, in una famiglia ebraica, figlio di due biologi. Si diploma alla Dwight Morrow High School dove, oltre a dimostrare un talento per la matematica, si distingue per i suoi articoli umoristici sulle colonne del giornale scolastico. Cohen vuole seguire la strada di famiglia e diventare uno scienziato e per questo si laurea in fisica all'Università di Harvard, per poi continuare con un master in informatica all'Università della California di Berkeley.
Dopo l'università Cohen prende un anno sabbatico e inizia a scrivere dei copioni per la televisione. Nel 1992 gli viene affidata il compito di scrivere alcuni dei primi episodi di Beavis and Butt-head. Nel 1993, Cohen inizia a lavorare per la serie I Simpson, scrivendo o collaborando a scrivere 13 episodi. Nel 1998, assieme a Matt Groening crea la serie Futurama, della quale sarà anche produttore e sceneggiatore di sei episodi. Cohen stesso compare in forma di cartone animato nell'episodio Hai voluto il biciclope, oltre che nell'episodio dei Simpson Lo show di Grattachecca Fighetto e Pucci.
In campo informatico ha scritto un noto articolo sull'Ordinamento delle frittelle abbrustolite, problema derivato dell'algoritmo di ordinamento noto come ordinamento delle frittelle.

## Cambio del nome
David fu costretto a cambiare il nome nel 1998, per potersi registrare alla Writer's Guild of America che aveva già fra i suoi soci un David S. Cohen e per regolamento non permette l'iscrizione a due membri con lo stesso nome. Cohen ha dichiarato di aver scelto la X perché rendeva il suo nome più fantascientifico e più facile da ricordare per le persone.